# Караван TV
«Караван TV» — український спеціалізований супутниково-кабельний канал з телепродажу.

## Про канал
Телеканал розпочав мовлення 26 грудня 2016 року.
У лютому 2018 року канал був включений у Київський діапазон цифрового телебачення DVB-T.
9 травня 2018 року, разом зі спорідненим телеканалом «Наталі», «Караван TV» розпочав мовлення у широкоекранному форматі 16:9.
Телеканал позиціонує себе як «перший всеукраїнський телегіпермаркет». Замовлення товарів відбувається за телефоном.
Спектр товарів включає прикраси, меблі, одяг, побутову техніку, ювелірні вироби тощо.
4 грудня 2023 року Національна рада України з питань телебачення і радіомовлення зареєструвала міжнародний телеканал під логотипом «Caravan» який мовитиме трьома мовами: українською, німецькою, російською у суб'єкті сфері медіа.

## Програми каналу
- Milady TV SHOP
- Diamanit
- Mega Mall
- STUDIO MODERNA
- Versailles
- 5 зірок
- Юдана
- Золото на білому
- Sonata TV

## Логотипи
| Логотип | Опис                   |
| ------- | ---------------------- |
|         | Перший логотип каналу. |
|         | Другий логотип каналу. |

## Параметри супутникового мовлення
| Супутник            | Стандарт | Частота, МГц | Швидкість | Поляризація     | FEC | Формат зображення | Кодування |
| ------------------- | -------- | ------------ | --------- | --------------- | --- | ----------------- | --------- |
| Hot Bird 13G (13°E) | DVB-S    | 11034        | 27500     | V (вертикальна) | 3/4 | MPEG-2            | FTA       |